# Massa-extinctie

Deze grafiek toont de biodiversiteit tijdens het Fanerozoïcum (550 Ma tot heden). De gele pijltjes geven de vijf grote massa-extincties aan, blauwe pijltjes "gewone" extincties.

Een massa-extinctie of massa-uitsterving is het wereldwijd, massaal uitsterven van vele soorten organismen in een relatief korte tijdsduur, met een sterk afgenomen biodiversiteit op aarde tot gevolg.

## Massa-extincties in de geologische geschiedenis
Aan de hand van gevonden fossielen heeft men kunnen bepalen dat in de geologische geschiedenis enkele malen een massa-extinctie van soorten heeft plaatsgevonden. Er zijn tot nu toe vijf momenten (de "Big 5") van massaal uitsterven bekend, waarvan het grootste 251 miljoen jaar geleden plaatsvond, bij de overgang van het Perm naar het Trias. 95% van alle in zee levende soorten stierf toen uit. Bij de laatste grote massa-extinctie, 65,95 miljoen jaar geleden, stierven binnen een relatief zeer korte tijd plotseling de meeste dinosauriërs, rudisten en ammonieten uit, die in de periode daarvoor het aardoppervlak en de zeeën domineerden.
| "Big 5" | Wanneer                   | massa-extincties                                                                |
| ------- | ------------------------- | ------------------------------------------------------------------------------- |
| no. 1   | 447 - 444 miljoen jaar BP | Laat-Ordovicische massa-extinctie of Ordovicium-Siluur-massa-extinctie          |
| no. 2   | 374 - 359 miljoen jaar BP | Laat-Devonische extinctie                                                       |
|         | 260 miljoen jaar BP       | Midden-Perm-massa-extinctie of Capitaniaanse extinctie                          |
| no. 3   | 251 miljoen jaar BP       | Perm-Trias-massa-extinctie, de grootste                                         |
| no. 4   | 202 miljoen jaar BP       | Trias-Jura-extinctie                                                            |
| no. 5   | 65,95 miljoen jaar BP     | Krijt-Paleogeengrens of Krijt-Tertiairgrens                                     |
|         | 33,5 miljoen jaar BP      | Grande coupure, eind-Eocene massa-extinctie of Eoceen-Oligoceen-massa-extinctie |

## Oorzaken van massaal uitsterven tot hetKwartair

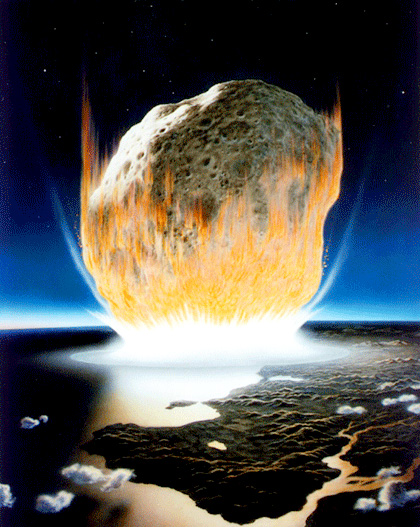
Artistieke impressie van een meteorietinslag op aarde.

Er is veel gespeculeerd over de mogelijke oorzaken voor deze laatste massa-extinctie. De meest tot de verbeelding sprekende theorie gaat uit van een botsing van de aarde met een groot object uit het zonnestelsel. Zo'n botsing kan een plotselinge sterke klimaatverandering veroorzaken, waarbij niet alle soorten overleven. Er zijn geologische aanwijzingen dat zo'n botsing inderdaad heeft plaatsgevonden. Een mogelijke inslagkrater is onder het aardoppervlak via seismisch onderzoek ontdekt, de Chicxulub-krater onder het Mexicaanse schiereiland Yucatán. Ook zijn er grotere hoeveelheden iridium gevonden in sedimenten van het bovenste Krijt. Iridium komt slechts in zeer kleine hoeveelheden voor op aarde, maar komt op kleinere objecten die in een baan in het zonnestelsel draaien, wel veel voor.
Andere theorieën stellen dat plotselinge klimaatverandering of de gevolgen van een relatief dichtbij staande (super)nova hebben geleid tot grote extincties gedurende de geologische geschiedenis.
Vermoed wordt dat een combinatie van bovenstaande - en andere - factoren binnen korte tijd heeft geleid tot massa-uitstervingen.
Voor vier van de vijf grote massa-extincties heeft men min of meer gelijktijdige massale en enorme uitvloeiingsbasalten (langdurige vulkaanuitbarstingen) gevonden, namelijk:
- Laat-devoon (373 mln jaar geleden): Viluy Traps in het noordoosten van Siberië.[2]
- Einde van het Perm (252 mln jaar geleden): Siberische Trappen in het noorden van Siberië.
- Einde van het Trias (201 mln jaar geleden): Centraal-Atlantische trappen rond de oceaan in West-Afrika, de Oostkust van de VS en het noordoosten van Zuid-Amerika.
- Ten tijde van de Krijt-Tertiair-overgang (66 mln jaar geleden): de Deccan Traps in West-India. Binnen enkele miljoenen jaren hierna werd de aarde vermoedelijk getroffen door een meteoriet waarvan de krater in 1993 ontdekt is voor de kust van Yucatan.

Alleen de Laat-Ordovicische massa-extinctie heeft men (nog) niet kunnen verbinden met een massale vulkaanuitbarsting (LIP of large ingneous province).

## De zesde massa-extinctie (8000 BC tot heden)
De uitsterfgolf die door de mens wordt veroorzaakt begon voor 8000 BC, in het Holoceen en gaat in versneld tempo door tot het heden. De International Union for Conservation of Nature and Natural Resources (IUCN) gaat ervan uit dat het uitsterftempo een factor 1000 tot 10.000 hoger ligt dan dat van het uitsterven dat altijd plaatsvindt onder natuurlijke omstandigheden en het "achtergronduitsterven" wordt genoemd.
Dit uitsterftempo steeg maar heel geleidelijk in het begin van het Kwartair. De wolharige mammoet verdween in het Holoceen, maar op het eiland Wrangel leefden deze mammoeten tot in de tijd van de Egyptische farao's, ongeveer 1.700 jaar voor het begin van onze jaartelling. Sinds de mens zich op vaste woonplaatsen vestigde in het Neolithicum (dat rond 11.000 jaar voor de jaartelling in het Midden-Oosten begon) verdwenen er meer grote zoogdieren dan in het Pleistoceen (van 2,58 tot 0,11 miljoen jaar geleden). Op eilanden zoals Nieuw-Zeeland, Hawaï en andere eilanden in Polynesië en Melanesië en verder op Madagaskar werden vanaf 800 na Chr. alle dieren uitgeroeid die een lage voortplantingssnelheid hadden en geen aangeboren neiging bezaten om voor mensen weg te vluchten. Een grote golf van uitsterfgevallen werden veroorzaakt door de ontdekkingsreizen en stichtingen van kolonies door Europeanen op andere continenten. Zij brachten (bewust) hun eigen landbouwhuisdieren mee zoals onder andere varkens, runderen en geiten en (onbewust) ongedierte zoals zwarte en bruine rat en huismuis, plantenzaden en microscopisch kleine ziekkiemen. Hiertegen was de inheemse fauna (en vaak ook de inheemse menselijke bevolking) niet bestand.
De factoren die nu het uitsterven bepalen zijn anders en daarom in puur wetenschappelijk opzicht moeilijk te vergelijken met de factoren die in eerdere geologische perioden het uitsterven bepaalden. Nog steeds sterven er diersoorten uit of dreigen uit te sterven. Het World Wide Fund for Nature sprak in het jaarbericht over 2014 over een dramatische verslechtering in de status van veel grote diersoorten zoals de witte neushoorn (van de noordelijke ondersoort bestaan nog maar vijf exemplaren), Afrikaanse en Aziatische olifant (er sterven meer dieren door stroperij dan er geboren worden), leeuw (in West-Afrika uitgestorven, in India een kleine restpopulatie) en de walrus (dit dier verdwijnt door het smelten van ijsschotsen die als rustplaats dienen). Andere dieren verliezen volgens de WWF hun leefgebieden. Bijvoorbeeld de bonobo in een Nationaal Park in Congo-Kinshasa wordt bedreigd door plannen voor oliewinning. Ongeveer 94% van alle soorten mensapen (de naaste verwanten van de mens) stond in 2014 op de Rode Lijst van de IUCN in de hoogste categorieën zeer bedreigd en bedreigd. Volgens berekeningen op grond van cijfers van de IUCN is in de afgelopen 500 jaar 22% van de zoogdieren, 14% van de vogels, 29% van de reptielen, 31 maar mogelijk 43% van de amfibieën en 28% van de vissen uitgestorven. Een belangrijke, maar nog weinig onderzochte factor is in dit verband de co-extinctie, namelijk het verdwijnen van een soort als gevolg van de achteruitgang van een andere soort.